# Medusa (collana)

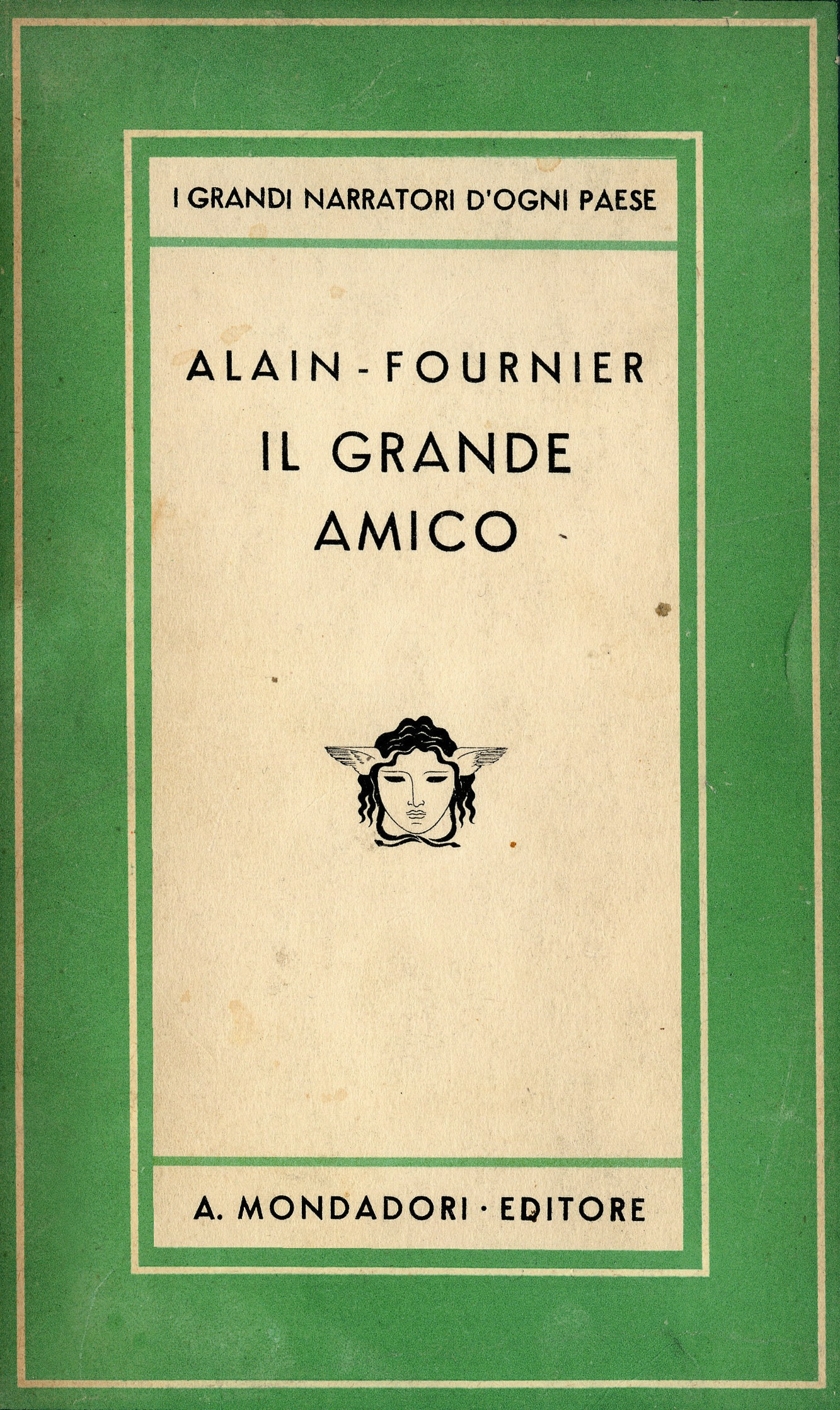
Copertina del primo volume della collana, Il grande amico di Alain-Fournier, 1933.

Medusa è una storica collana editoriale della Arnoldo Mondadori Editore nata nel 1933.

## Storia editoriale
Fino agli anni venti la casa editrice aveva privilegiato gli autori italiani. La nuova collana, costituita interamente da traduzioni di opere straniere, rappresentò quindi una svolta fondamentale nella sua storia.
La Mondadori si avvalse dei suoi consulenti e traduttori principali. I volumi furono contraddistinti da una grafica elegante: fondo bianco con cornice verde (rinforzata da due cornicette più sottili, sempre verdi) e bordatura nera, con al centro il logo della collana, rappresentato dalla testa di una delle tre gorgoni (progetto grafico di Bruno Angoletta). Il verde continuava sul dorso e sul retro, anch'essi bordati di nero. In copertina, sopra il riquadro con autore e titolo, vi era la scritta "I grandi narratori d'ogni paese" e, parallelamente, sotto, "A. Mondadori - Editore", poi "A. Mondadori - Milano". Titolo e autore erano riportati in costa (lettura sinistra) con, in orizzontale, in alto, il numero progressivo del titolo nella collana e, in basso, "A.M."
Il formato fu sempre 14 x 22 cm, con sedicesimi cuciti filo refe. Inizialmente la collana fu vestita in brossura con copertina in cartoncino morbido, incollata; dal settembre 1950 la veste passò alla copertina di cartone rigido telato verde con caratteri impressi in oro dotata di sovracopertina con la livrea classica descritta sopra. A partire dalla primavera del 1958 la sovracopertina  fu pretenziosamente impreziosita mutando la cornice da verde in oro (mantenedo però verdi le cornicette, la costa e il retro e nera la bordura) mentre i caratteri della costa divennero bianchi (mantenendo neri quelli della costa e del retro). I mutamenti riguardarono sia i titoli di nuova pubblicazione, sia le ristampe dei titoli già pubblicati, motivo per il quale un medesimo titolo, secondo la data di prima edizione e ristampa, si può trovare nelle diverse vesti editoriali.
La collana diede un importante contributo alla diffusione di diversi autori d'importanza mondiale in Italia. Il primo volume fu il romanzo Il grande amico di Alain-Fournier, "finito di stampare il 1º marzo 1933 - anno XI": costava lire 9. Nel 1934 fu stampato un volume celebrativo Almanacco della Medusa, con 88 illustrazioni e "una allegoria". Nel 1935 venne inaugurata la sottocollana Quaderni della Medusa (1935-1967), caratterizzata graficamente dalla prevalenza del colore rosso-arancio nella copertina. Nel 1945, con lo slogan "All'insegna della Medusa", fu lanciata una rivista, chiamata Poesia. Quaderni internazionali e diretta da Enrico Falqui. Ne uscirono 9 numeri fino al 1948. Nel 1947 nacque una seconda sottocollana, La Medusa degli italiani (1947-1961).
All'inizio degli anni 1980 si è infine lanciata una nuova serie con grafica simile alla collana storica. Ma già precedentemente si fecero tre serie dei Capolavori della Medusa (1970-71, 1974 e 1980) di ristampe tratte dalla serie principale, in edizione cartonata rivestita in simil-marocchino (rispettivamente nei colori verde-oliva, rosso-mattone e blu) impreziosita da caratteri e decorazioni in oro.

## Titoli

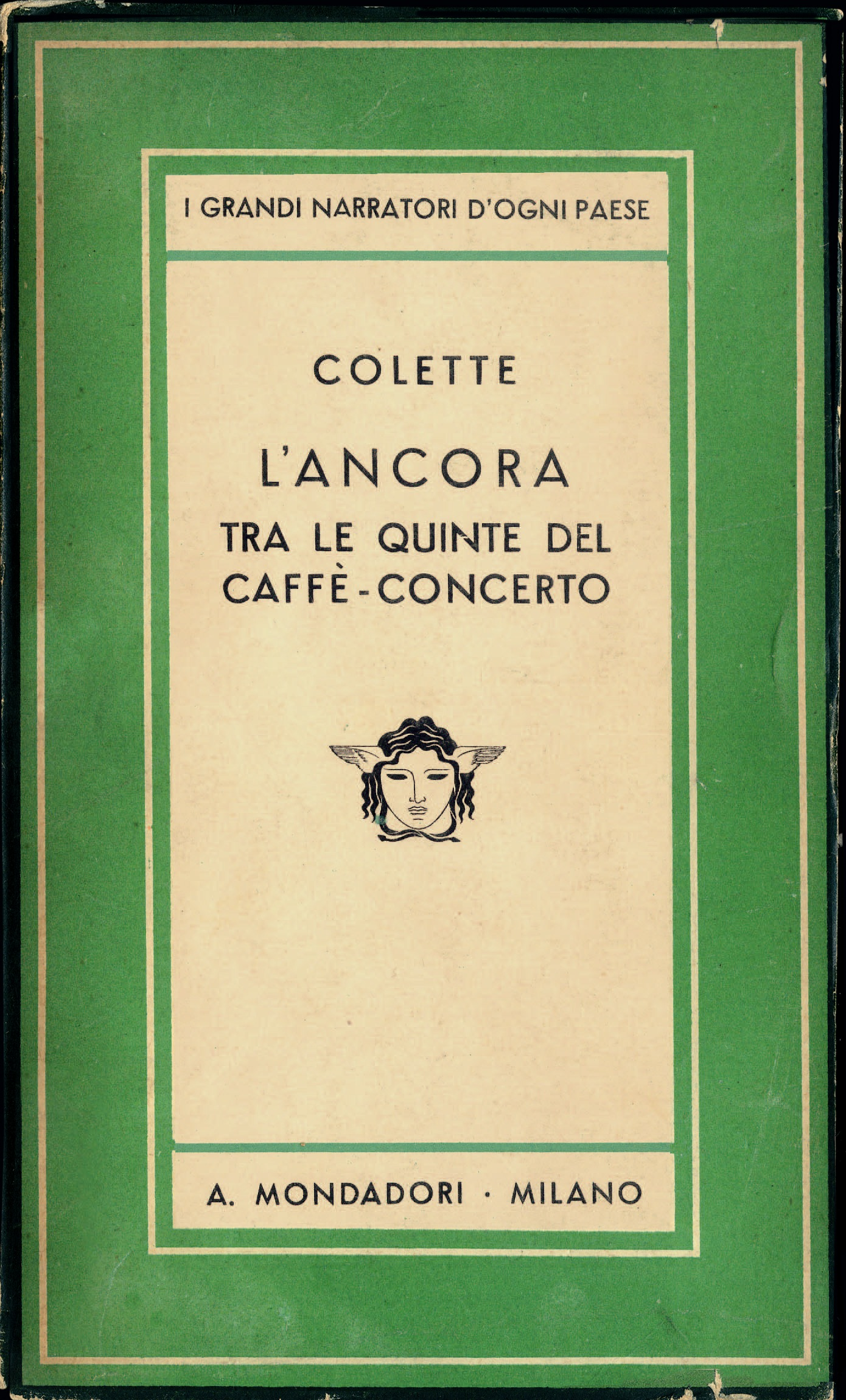
Colette, L'ancora - tra le quinte del caffè-concerto, n.34, 1934.

### I grandi narratori d'ogni paese - Medusa serie principale (1933-1971)
1933
- 1. Alain-Fournier, Il grande amico, trad. Anna Banti
- 2. Hans Fallada, E adesso, pover'uomo?, trad. Bruno Revel
- 3. John Galsworthy, Ancella, trad. Mario Casalino
- 4. André Maurois, Destini, trad. Marise Ferro
- 5. Aldous Huxley, Il sorriso della Gioconda ed altri racconti, trad. Luigi Barzini junior ed Emilio Ceretti
- 6. Lion Feuchtwanger, La fine di Gerusalemme (La trilogia di Giuseppe, I), trad. Ervino Pocar
- 7. Arnold Zweig, Giovane donna del 1914, poi La questione del sergente Grischa, trad. Enrico Burich
- 8. André Maurois, Bernardo Quesnay, poi Sua figlia, trad. Enrico Piceni
- 9. Pearl S. Buck, La buona terra, trad. Andrea Damiano
- 10. Jacques de Lacretelle, Sabina, trad. Mara Dussia
- 11. Marcus Lauesen, Ed ora aspettiamo la nave, trad. Giacomo Prampolini
- 12. Heinrich Mann, Una vita difficile, trad. Oreste Ferrari
- 13. Paul Morand, Campioni del mondo e Freccia d'Oriente, trad. Mario Ferrigni e Alberto Mondadori
- 14. Wilhelm von Scholz, Perpetua, trad. Ervino Pocar
- 15. Virginia Woolf, Orlando, trad. Alessandra Scalero
- 16. Colette, La vagabonda, trad. Carola Prosperi
- 17. Jakob Wassermann, L'avvocato Laudin, trad. Barbara Allason
- 18. Aldous Huxley, Il mondo nuovo, trad. Lorenzo Gigli
- 19. André Gide, I sotterranei del Vaticano, trad. Cesare Giardini
- 20. Hermann Hesse, Narciso e Boccadoro, trad. Cristina Baseggio
- 21. D. H. Lawrence, Il purosangue, trad. Elio Vittorini
- 22. André Maurois, Racconti immaginari, trad. Enrico Piceni
- 23. Thomas Mann, Le storie di Giacobbe (Giuseppe e i suoi fratelli, I), trad. Gustavo Sacerdote
- 24. John Galsworthy, Landa in fiore, trad. Doletta e Giulio Caprin
- 25. Liam O'Flaherty, L'anima nera, trad. Giacomo Prampolini
- 26. Nis Petersen, Il vicolo dei sandalai, trad. Giacomo Prampolini

1934
- 27. John Dos Passos, Il 42º parallelo (U.S.A., I), trad. Cesare Pavese
- 28. David Garnett, Niente amore, trad. Salvatore Rosati
- 29. Alfred Döblin, I giganti, trad. Aldo e Cesira Oberdorfer
- 30. Jacques de Lacretelle, Lisa, trad. Giuseppe Lanza
- 31. John Boynton Priestley, I buoni compagni, trad. Mario Borsa
- 32. Frans Eemil Sillanpää, Silja, trad. Amalia Comboni Casnati e Giacomo Prampolini
- 33. Charles Morgan, La fontana, trad. Corrado Alvaro e Laura Babini
- 34. Colette, L'ancora seguito da Tra le quinte del caffè-concerto, trad. Carola Prosperi ed Enrico Piceni
- 35. Richard Aldington, Tutti gli uomini sono nemici, trad. Alessandra Scalero
- 36. Sinclair Lewis, Il dottor Arrowsmith, trad. Lorenzo Gigli
- 37. André Maurois, Sua figlia, trad. Enrico Piceni
- 38. Pearl S. Buck, Figli, trad. Andrea Damiano
- 39. John Galsworthy, Oltre il fiume, trad. Giulio e Doletta Caprin
- 40. Sinclair Lewis, Opera d'arte, trad. Mario Borsa
- 41. Virginia Woolf, Flush. Vita di un cane, trad. Alessandra Scalero
- 42. Leonhard Frank, I masnadieri, trad. Barbara Allanson e Aldo Oberdorfer
- 43. Margaret Kennedy, Tanto tempo fa, trad. Barbara Tosatti
- 44. Paul Ernst, La fortuna di Lantenthal, trad. Giuseppe Piazza

1935
- 45. Katherine Mansfield, La lezione di canto e altri racconti, trad. Emilio Ceretti
- 46. Thomas Mann, Il giovane Giuseppe (Giuseppe e i suoi fratelli, II), trad. Gustavo Sacerdote
- 47. Franz Werfel, I quaranta giorni del Mussa Dagh, 2 volumi, trad. Cristina Baseggio
- 48. Gladys Hasty Carroll, Come la terra gira, trad. Alessandra Scalero
- 49. Hans Carossa, Adolescenza, trad. Bonaventura Tecchi
- 50. D. H. Lawrence, Il serpente piumato, trad. Elio Vittorini
- 51. Mary Webb, Tornata alla terra, trad. Corrado Alvaro
- 52. Arnold Zweig, Claudia, trad. Enrico Burich
- 53. François Mauriac, I due romanzi di Teresa Desqueyroux, trad. Enrico Piceni
- 54. Hans Fallada, Chi c'è stato una volta, trad. Bruno Revel
- 55. Colette, La gatta seguito da Sette dialoghi di bestie, trad. Enrico Piceni
- 56. Joseph Roth, Tarabas. Un passante su questa terra, trad. Emma Sola
- 57. Pearl S. Buck, Vento dell'est, vento dell'ovest con La prima moglie e La vecchia madre, trad. Andrea Damiano
- 58. Vita Sackville-West, Ogni passione spenta, trad. Alessandra Scalero
- 59. Kristmann Guðmundsson, Il mattino della vita, trad. Giacomo Prampolini
- 60. D. H. Lawrence, La vergine e lo zingaro e altri racconti, trad. Elio Vittorini
- 61. Michal Choromanski, Gelosia e medicina, trad. Giacomo Prampolini

1936
- 62. Isak Dinesen, Una notte a Parigi e altri racconti gotici, trad. Alessandra Scalero
- 63. Richard Aldington, Le donne devono lavorare, trad. Alessandra Scalero
- 64. Alfred Neumann, Il romanzo di un colpo di stato, 2 volumi, trad. Giovanni Necco
- 65. Lion Feuchtwanger, Il giudeo di Roma (La trilogia di Giuseppe, II), trad. Ervino Pocar
- 66. Sinclair Lewis, Avventura al Canada, trad. Lorenzo Gigli
- 67. Pearl S. Buck, La famiglia dispersa, trad. Andrea Damiano
- 68. Arthur van Schendel, Jan Compagnie, trad. Giorgio Prampolini
- 69. Aldous Huxley, Dopo i fuochi d'artificio e altri racconti, trad. Emilio Ceretti e Piero Gadda
- 70. Ernst Wiechert, La signora, trad. Cristina Baseggio
- 71. Gunnar Gunnarsson, L'uccello nero, trad. Giacomo Prampolini
- 72. Charles Morgan, Ritratto in uno specchio, trad. Alessandra Scalero
- 73. William Somerset Maugham, Pioggia e altri racconti, trad. Elio Vittorini
- 74. Willa Cather, La morte viene per l'arcivescovo, trad. Alessandra Scalero
- 75. Ivan Olbracht, Nikola Sciuhaj, il masnadiero, trad. Giacomo Prampolini

1937
- 76. Heinrich Mann, La giovinezza di Enrico IV, trad. Luigi Emery
- 77. François Mauriac, Gli angeli neri preceduto da Quel ch'era perduto, trad. Mara Dussia ed Enrico Piceni
- 78. Alfred Döblin, Senza quartiere, trad. Alessandra Scalero
- 79. Hans Fallada, Aspettavamo un bimbo, trad. Bruno Revel
- 80. David Garnett, La bella selvaggia della Virginia, trad. Salvatore Rosati
- 81. William Faulkner, Oggi si vola, trad. Lorenzo Gigli
- 82. Arnold Zweig, Davanti a Verdun, trad. Enrico Burich
- 83. Jacques de Lacretelle, Alessio, trad. Enrico Piceni
- 84. Thomas Mann, Giuseppe in Egitto (Giuseppe e i suoi fratelli, III), 2 volumi, trad. Gustavo Sacerdote
- 85. André Maurois, L'istinto della felicità seguito dalle Novelle di Pont-de-l'Eure, trad. Enrico Piceni
- 86. William Somerset Maugham, Il velo dipinto seguito da tre racconti, trad. Elio Vittorini
- 87. Franz Werfel, Nel crepuscolo di un mondo, trad. Cristina Baseggio
- 88. Pearl S. Buck, La madre, trad. Andrea Damiano

1938
- 89. Hans Fallada, Vecchio cuore, va alla ventura, trad. Bruno Revel
- 90. Alfred Neumann, L'imperatore, 2 volumi, trad. Aldo Oberdorfer
- 91. Charles Morgan, Nel bosco d'amore, trad. Alessandra Scalero
- 92. Alexander Lernet-Holenia, Lo stendardo, trad. Ervino Pocar
- 93. John Dos Passos, Un mucchio di quattrini (U.S.A., III), trad. Cesare Pavese
- 94. Richard Aldington, Un vero paradiso, trad. Alessandra Scalero
- 95. Pearl S. Buck, L'esilio, trad. Andrea Damiano
- 96. Rosamond Lehmann, Tempo d'amore, trad. Enrico Piceni
- 97. William Somerset Maugham, Ritratto di un'attrice, trad. Elio Vittorini

1939
- 98. William Faulkner, Luce d'agosto, trad. Elio Vittorini
- 99. Cecil Scott Forester, Il generale, trad. Alessandra Scalero
- 100. Sally Salminen, Katrina, trad. Alessandra Scalero
- 101. Par Lagerkvist, Il sorriso eterno, trad. Giacomo Prampolini
- 102. Hans Grimm, Il tribunale nel Karru e altri racconti, trad. Ervino Pocar
- 103. John Boynton Priestley, Essi camminano per la città, trad. Lorenzo Gigli
- 104. Theodore Francis Powys, Il mietitore di Dodder, trad. Elio Vittorini
- 105. Knut Hamsun, Il cerchio si chiude, trad. Gustavo Sacerdote
- 106. Kristmann Guðmundsson, L'amore di Sigmar, trad. Giacomo Prampolini
- 107. Maria Kuncewiczowa, La straniera, trad. Renato Poggioli
- 108. James Hilton, Addio, mister Chips! seguito dalle novelle Ghirlanda per mister Chips, trad. Enrico Piceni
- 109. Hervey Allen, La cavalcata del colonnello Franklin, trad. Alessandra Scalero
- 110. Pearl S. Buck, Questo indomito cuore, trad. Andrea Damiano

1940
- 111. William Saroyan, Che ve ne sembra dell'America?, trad. Elio Vittorini
- 112. John Boynton Priestley, Gli uomini del giudizio universale, trad. Lorenzo Gigli
- 113. Enid Bagnold, Nasce un uomo, trad. Irma Valeria Zorzi
- 114. Sinclair Lewis, Velocità e altri racconti, trad. Emilio Ceretti
- 115. Pearl S. Buck, Angelo guerriero, trad. Andrea Damiano
- 116. Christopher Morley, Tuono a sinistra, trad. Enrico Piceni
- 117. William Somerset Maugham, Vacanze di Natale, trad. Elio Vittorini
- 118. Daphne du Maurier, La prima moglie: Rebecca, trad. Alessandra Scalero
- 119. Pearl S. Buck, L'amore di Ai-Uan, trad. Andrea Damiano
- 120. Boguslaw Kuczynski, Il terrore viene dal cielo, trad. Evelina Bocca Radomska e Gian Galeazzo Severi
- 121. John Steinbeck, I pascoli del cielo, trad. Elio Vittorini
- 122. Ernst Wiechert, La vita semplice, trad. Lavinia Mazzucchetti
- 123. Hans Fallada, Tutto da rifare, pover'uomo.., trad. Bruno Revel

1941
- 124. Knut Hamsun, Pan e L'estrema gioia, trad. Ervino Pocar
- 125. John Fante, Il cammino nella polvere, trad. Elio Vittorini
- 126. Conrad Richter, Il mare d'erba e Gli alberi, trad. Giuliana Pozzo
- 127. John Selby, Sam, trad. Marcella Pavolini
- 128. Áron Tamási, Abele cervello fino, 2 volumi, trad. Filippo Faber
- 129. Sally Salminen, Mariana, trad. Carlo Piazza
- 130. Daniel-Rops, La spada di fuoco, trad. Cesare Giardini
- 131. Pearl S. Buck, Altri dèi. Leggenda moderna, trad. Andrea Damiano
- 132. Werner Helwig, Pescatori di frodo, trad. Giuliana Pozzo
- 133. Yakup Kadri Karaosmanoğlu, Terra matrigna, trad. Alessandra Scalero

1942
- 134. Sergiusz Piasecki, L'amante dell'Orsa Maggiore, trad. Evelina Bocca Radomska e Gian Galeazzo Severi
- 135. Unto Seppänen, Markku e la sua stirpe, trad. Cristina Baseggio
- 136. William Faulkner, Il borgo, trad. Cesare Pavese
- 137. Knut Hamsun, Vagabondi, trad. Ervino Pocar
- 138. Hans Fallada, Senza amore, trad. Bruno Revel
- 139. Ernst Jünger, Sulle scogliere di marmo e altri scritti, trad. Alessandro Pellegrini
- 140. Hans Reisiger, Un fanciullo salva la regina, trad. Alessandra Scalero
- 141. Sally Salminen, Sabbie mobili, trad. Piero Monaci
- 142. Leonida Soloviov, Il perturbatore della quiete, trad. Laura Malavasi
- 143. Heðin Brú, Hogni. Romanzo delle Fær Øer, trad. Piero Monaci

1943
- 144. Wenceslao Fernández Flórez, Un'isola nel Mar Rosso, trad. Carlo Boselli
- 145. William Heinesen, Noatun, trad. Giacomo Prampolini e Kristen Montanari

1944
- 146. Edvard Robert Gummerus, La fortezza, trad. Piero Monaci
- 147. Sofia Nalkowska, L'amore cattivo, trad. Marie Rakowska ed Ettore Fabietti
- 148. Frans G. Bengtsson, Orm il rosso. Racconto dei tempi pagani, trad. Kristen Montanari Guldbrandsen
- 149. Mihail Sadoveanu, L'osteria di Ancutza e La scure, trad. Gino Lupi

1945
- 150. John Knittel, El Hakim. Romanzo dell'Egitto d'oggi, trad. Giuliana Pozzo
- 151. Hermann Stahl, Emanuela, trad. Rocco Cartoscelli
- 152. Maksim Gor'kij, I compari. 23 racconti inediti o rari, trad. Erme Cadei
- 153. Philippe Hériat, Figli perduti, trad. Elio Vittorini
- 154. Sherwood Anderson, Molti matrimoni, trad. Luigi Giovanola
- 155. Graham Greene, Il potere e la gloria, trad. Elio Vittorini
- 156. Mariano Azuela, Quelli di sotto, trad. Attilio Dabini
- 157. Rumer Godden, Narciso nero, trad. Giuliana Pozzo
- 158. Richard Llewellyn, Com'era verde la mia vallata, trad. Anita Rho
- 159. Jan Struther, La signora Miniver, trad. Giorgio Jarach
- 160. Synnöve Christensen, Sono una donna norvegese: relazione di fatti avvenuti, trad. Giulio Salvi
- 161. Edith Martha Almedingen, Frossia. Romanzo russo, trad. Giuseppina Taddei
- 162. Lion Feuchtwanger, I fratelli Oppenheim, trad. Ervino Pocar
- 163. John Steinbeck, Al Dio sconosciuto, trad. Eugenio Montale
- 164. Ray Coryton Hutchinson, Vocazione, trad. Alessandra Scalero
- 165. Erich Maria Remarque, Ama il prossimo tuo, trad. Giuseppe Isani
- 166. Ernest Hemingway, Per chi suona la campana, trad. Maria Napolitano Martone

1946
- 167. William Somerset Maugham, Il filo del rasoio, trad. Maria Martone
- 168. François Mauriac, La farisea, trad. Enrico Piceni
- 169. Christopher Morley, Kitty Foyle, trad. Giorgio Monicelli
- 170. Romain Gary, Formiche a Stalingrado, trad. Attilio Dabini
- 171. Charles Plisnier, Passaporti falsi. 5 racconti, trad. Guido Artom
- 172. Lion Feuchtwanger, Simonetta, trad. Ervino Pocar
- 173. James Aldridge, Parola d'onore, trad. Maria e Alessandro Garrone
- 174. Arthur Koestler, Buio a mezzogiorno, trad. Giorgio Monicelli
- 175. Georges Bernanos, Nuova storia di Mouchette, trad. Renato Arienta
- 176. Graham Greene, Quinta colonna, trad. Pietro Leoni
- 177. Willa Cather, Il mio mortale nemico, trad. Maria Gallone
- 178. Hermann Hesse, Il lupo della steppa, trad. Ervino Pocar
- 179. Joseph Roth, Il peso falso, trad. Ervino Pocar
- 180. Franz Werfel, Bernadette, trad. Remo Costanzi
- 181. William Somerset Maugham, La luna e sei soldi, trad. Giorgio Monicelli

1947
- 182. Rumer Godden, A colazione dai Nikolides, trad. Bruno Zuculin
- 183. Arthur Koestler, Ladri nella notte, trad. Giorgio Monicelli
- 184. Cecil Scott Forester, L'incrociatore, trad. Rodolfo del Minio
- 185. Arnold Zweig, La pelle dell'orso, trad. Enrico Burich
- 186. William Faulkner, Scendi, Mosè, trad. Edoardo Bizzarri
- 187. Tom Hanlin, Una volta sola nella vita, trad. Giorgio Manganelli
- 188. Betty Smith, Un albero cresce a Brooklyn, trad. Giacomo Cicconardi
- 189. Franz Werfel, Ascoltate la voce, trad. Cristina Baseggio
- 190. John Steinbeck, La Santa rossa, trad. Giorgio Monicelli
- 191. John P. Marquand, La ballata di Wickford Point, trad. Ada Salvatore
- 192. Charles Plisnier, Sposarsi, trad. Guido Artom
- 193. Franz Kafka, America, trad. Alberto Spaini
- 194. Howard Clewes, Un marinaio ritorna, trad. Cesare Vico Lodovici
- 195. František Langer, I fanciulli e il pugnale, trad. Cristina Agosti Garosci
- 196. Thomas Mann, La legge, trad. Mario Merlini
- 197. André Chamson, Il delitto dei giusti, trad. Egidio Bianchetti
- 198. Raymond Queneau, Un duro inverno, trad. Alessandro Chiavolini
- 199. Eric Linklater, Angelo buon diavolo, trad. Elena Gasparini
- 200. George Orwell, La fattoria degli animali, trad. Bruno Tasso
- 201. Robert Neumann, Ragazzi di Vienna, trad. Alessandro Gallone
- 202. Pearl S. Buck, Stirpe di drago, trad. Giorgio Monicelli
- 203. William Faulkner, L'urlo e il furore, trad. Augusto Dauphine
- 204. Anna Seghers, La settima Croce, trad. Eusebiu Vicol

1948
- 205. William Somerset Maugham, Oggi e allora, trad. Maria Pastore Mucchi e Sofia Tronzano Usigli
- 206. Sinclair Lewis, Il giudice Timberlane, trad. Beata Della Frattina
- 207. John Fante, Aspettiamo primavera, Bandini, trad. Giorgio Monicelli
- 208. John Steinbeck, La luna è tramontata, trad. Giorgio Monicelli
- 209. Charles Morgan, La stanza vuota, trad. Giorgio Monicelli
- 210. D. H. Lawrence, La ragazza perduta, trad. Carlo Izzo
- 211. Lion Feuchtwanger, Il giorno verrà (La trilogia di Giuseppe, III), trad. Ervino Pocar
- 212. Sinclair Lewis, Gideon Planish, trad. Maria Napolitano Martone
- 213. Jean Cassou, Il centro del mondo, trad. Marise Ferro
- 214. René Roger, Il diapason della tempesta, trad. Giorgio Monicelli
- 215. Pearl S. Buck, Ritratto nuziale, trad. Maria Gallone
- 216. Werner Bergengruen, Un uomo d'altri tempi, trad. Enrico Burich
- 217. Christopher Isherwood, Il signor Norris se ne va, trad. Pietro Leoni
- 218. John P. Marquand, Il molto onorevole signor Pulham, trad. Giorgio Jarach
- 219. Jean-Paul Sartre, Il rinvio, trad. Giorgio Monicelli
- 220. Alfred Neumann, Erano in sei, trad. Ervino Pocar
- 221. William Faulkner, Gli invitti, trad. Alberto Marmont
- 222. Henry Miller, Domenica dopo la guerra, con un saggio di George Orwell, trad. Giorgio Monicelli

1949
- 223. Sergiusz Piasecki, Nessuno ci salva, trad. Evelina Bocca Radomska e Luciano Mercatali
- 224. Aldous Huxley, Dopo molte estati, trad. Giacomo Prampolini
- 225. Julien Green, Adriana Mesurat, trad. Arturo Tofanelli
- 226. Georges Bernanos, Il signor Ouine, trad. Carlo Bo
- 227. Roger Vailland, Uno strano gioco, trad. Luciano Perugia
- 228. Heinrich Mann, Lidice, trad. Vincenzo Maria Villa
- 229. D. H. Lawrence, La verga d'Aronne, trad. Carlo Izzo
- 230. Aldous Huxley, La scimmia e l'essenza, trad. Augusto C. Dauphine
- 231. Georges Bernanos, Diario di un curato di campagna, trad. Adriano Grande
- 232. James Branch Cabell, Amleto aveva uno zio: la commedia dell'onore, trad. Olga Ceretti
- 233. Thornton Wilder, Il cielo è il mio destino, trad. Elio Vittorini
- 234. Ernest Hemingway, Addio alle armi, trad. Fernanda Pivano
- 235. Howard Clewes, La montagna, trad. Renata Faccincani
- 236. Erich Maria Remarque, Tre camerati, trad. Ervino Pocar
- 237. Pat Frank, Mister Adam, trad. Amina Pandolfi
- 238. Thomas Mann, Giuseppe il nutritore (Giuseppe e i suoi fratelli, IV), trad. Gustavo Sacerdote
- 239. Simone de Beauvoir, Tutti gli uomini sono mortali, trad. Giancarlo Vigorelli
- 240. Graham Greene, Un campo di battaglia, trad. Fluffy Mella Mazzucato
- 241. Franz Werfel, Il pianeta dei nascituri: romanzo di viaggio
- 242. Shalom Ash, Il canto della valle trad. Vincenzo Loriga

1950
- 243. William Demby, Festa a Beetlecreek, trad. Fernanda Pivano
- 244. René Fallet, Sobborghi, trad. V. S.
- 245. Robert Lowry, Mi troverai nel fuoco, trad. Giorgio Monicelli
- 246. Erich Maria Remarque, Niente di nuovo sul fronte occidentale, trad. Stefano Jacini
- 247. Upton Sinclair, Fine del mondo, trad. Luigi Berti
- 248. Nigel Balchin, I traditori, trad. Luciana Finzi
- 249. William Somerset Maugham, Catalina, trad. Maria Napolitano Martone
- 250. Aldous Huxley, La catena del passato, trad. Paola Ojetti
- 251. Alfred Neumann, Gli amici del popolo, trad. Ervino Pocar
- 252. Virginia Woolf, La casa degli spiriti, trad. Desideria Pasolini
- 253. Richard Aldington, La figlia del colonnello, trad. Mario Bonetti
- 254. Charles Plisnier, Morte d'Isabelle, trad. Giulio Pacuvio
- 255. Francis Scott Fitzgerald, Il grande Gatsby, trad. Fernanda Pivano
- 256. Erich Maria Remarque, La via del ritorno, trad. Ervino Pocar
- 257. Mazo de la Roche, La famiglia Whiteoak, trad. Elle Spaziani
- 258. Daphne du Maurier, Il generale del re, trad. Orazio Viani
- 259. Ira Wolfert, Un atto d'amore, trad. Vincenzo Loriga
- 260. Ray Coryton Hutchinson, Il fuoco e la paglia, trad. Ada Salvatore
- 261. Cecil Scott Forester, La regina d'Africa, trad. Beata Della Frattina
- 262. George Orwell, 1984, trad. Gabriele Baldini
- 263. Charles Morgan, La storia del Giudice, trad. Sofia Tronzano Usigli
- 264. Alfred Bertram Guthrie, Il grande cielo, trad. Glauco Cambon

1951
- 265. Emery Bekessy, Barabba, trad. Marcella Hannau
- 266. Jane Oliver, L'ora dell'angelo, trad. Giorgio Monicelli
- 267. Robert Neumann, Lungo i fiumi di Babilonia, trad. Ernesto Mari
- 268. Richard Wright, Cinque uomini, trad. Fernanda Pivano
- 269. John Dos Passos, 1919 (U.S.A., II), trad. Glauco Cambon
- 270. Clive Staples Lewis, Lontano dal pianeta silenzioso, trad. Franca Degli Espinosa
- 271. Asa Wilgus, Glen Gablin e il buon Ethan, trad. Bruna Magnani
- 272. John Knittel, Teresa Étienne, trad. A. Ch.
- 273. William Riley Burnett, La giungla d'asfalto, trad. Gianni Cesana
- 274. Charles Morgan, L'airone, trad. Gabriele Baldini
- 275. Anaïs Nin, La campana di vetro e altri racconti, trad. Orazio Viani
- 276. John Llewelyn Rhys, L'Inghilterra e il mio villaggio, prefazione di Jane Oliver
- 277. Lloyd C. Douglas, Il grande pescatore, trad. Glauco Cambon
- 278. Winston Clewes, Amicizie violente, trad. Maria Luisa Spaziani
- 279. Frederic Prokosch, Gli idoli della caverna, trad. Beata Della Frattina
- 280. Robert Neumann, L'inchiesta, trad. Giorgio Cuzzelli
- 281. Erskine Caldwell, Un luogo chiamato Estherville, trad. Ugo Tolomei
- 282. Vita Sackville-West, Grand Canyon, trad. Elena Vitale
- 283. Ernst Wiechert, Missa sine nomine, trad. Ervino Pocar
- 284. William Faulkner, Non si fruga nella polvere, trad. Fernanda Pivano
- 285. William Somerset Maugham, Passioni, trad. Manlio Bocci
- 286. John Selby, Senza madre, trad. Marcella Hannau
- 287. Thornton Wilder, Idi di marzo, trad. Fernanda Pivano
- 288. John Hersey, Il muro di Varsavia, trad. Marcella Hannau, 2 volumi
- 289. Clive Staples Lewis, Perelandra, trad. Franca Degli Espinosa
- 290. Julien Green, Essere un altro, trad. Enrico Piceni

1952
- 291. Charles Plisnier, Il figlio presente, trad. Giulio Pacuvio
- 292. Graham Greene, Il nocciolo della questione, trad. Nella Zoja
- 293. Thomas Mann, L'eletto, trad. Bruno Arzeni
- 294. Daphne du Maurier, I parassiti, trad. Luciano Mercatali
- 295. André Malraux, La via dei re, trad. Corrado Pavolini
- 296. Betty Smith, Domani andrà meglio, trad. Gloria Salvini Mortola
- 297. Pearl S. Buck, I parenti, trad. Stanis La Bruna
- 298. Georges Simenon, Il cargo, trad. Giorgio Monicelli
- 299. Upton Sinclair, Fra due mondi, trad. Luigi Berti
- 300. Sinclair Lewis, Il cercatore di Dio, trad. Glauco Cambon
- 301. Franz Werfel, Barbara, trad. Ervino Pocar
- 302. Julien Gracq, La riva delle Sirti, trad. Mario Bonfantini
- 303. Bruno Frank, La figlia, trad. Bruno Arzeni
- 304. Robert Lowry, La lupa che ci allattò, trad. Giorgio Monicelli
- 305. John Phillips Marquand, Jim ha poco tempo, trad. Stanis La Bruna
- 306. Ernest Hemingway, Il vecchio e il mare, trad. Fernanda Pivano
- 307. François Mauriac, Groviglio di vipere, trad. Mara Dussia
- 308. Georges Simenon, La neve era sporca, trad. Mario Visetti

1953
- 309. Heinrich Mann, Maturità e destino di Enrico IV, trad. Luigi Emery
- 310. Clive Staples Lewis, Questa orribile forza, trad. Franca Degli Espinosa
- 311. Saul Bellow, L'uomo in bilico, trad. Giorgio Monicelli
- 312. John Steinbeck, La valle lunga racconti seguiti dal dramma Che splendida ardi, trad. Cesare Vivante
- 313. Albert Maltz, Il viaggio di Simon Mc Keever, trad. Sofia Tronzano Usigli
- 314. Lion Feuchtwanger, Cayetana amante e strega, trad. Ervino Pocar
- 315. Erskine Caldwell, 38 racconti, tra.d Augusta Mattioli
- 316. Daphne du Maurier, Mia cugina Rachele, trad. Ida e Luciano Mercatali
- 317. Ernst Wiechert, Il bufalo bianco e altri racconti, trad. Ervino Pocar
- 318. Henry de Montherlant, Gli scapoli, trad. Egidio Bianchetti
- 319. Robert Henriques, Attraverso la valle, trad. Sofia Tronzano Usigli
- 320. Christopher Isherwood, Leoni e ombre, trad. Manlio Bocci
- 321. Upton Sinclair, I denti del drago, trad. Giorgio Cuzzelli
- 322. Julien Green, Varuna, trad. Camillo Sbarbaro
- 323. William Saroyan, Rock Wagram l'indistruttibile, trad. Luciano Mercatali
- 324. Alfred Neumann, Il patto, trad. Ervino Pocar
- 325. Jacques Lemarchand, Stefania e Parentesi, trad. Maria Luisa Fagioli
- 326. James Jones, Da qui all'eternità, 2 volumi, trad. Glauco Cambon
- 327. Eric Williams, Via senza Luce, trad. Giulia Adele Prato

1954
- 328. Robert Penn Warren, Nel vortice del tempo, trad. Glauco Cambon
- 329. William Saroyan, La tigre di Tracy. trad. Luciano Mercatali
- 330. John Dos Passos, Riscoperta dell'America, trad. Glauco Cambon
- 331. François Mauriac, Galigai, trad. Renzo Tian
- 332. Charles Morgan, Adolescenza inquieta, trad. Sofia Tronzano Usigli
- 333. John O'Hara, Smania di vita, trad. Cesare Vivante
- 334. John Knittel, Il sogno di Amedée, trad. Bruno Maffi
- 335. Jean-Paul Sartre, La morte nell'anima, trad. Giorgio Monicelli
- 336. Erich Maria Remarque, Tempo di vivere, tempo di morire, trad. Ervino Pocar
- 337. Erskine Caldwell, Fermento di luglio, trad. Maria Luisa Fehr
- 338. John Steinbeck, La valle dell'Eden, trad. Giulio De Angelis
- 339. Nelson Algren, L'uomo dal braccio d'oro, trad. Giorgio Monicelli
- 340. Graham Greene, Missione confidenziale, trad. Giulio De Angelis
- 341. Ray Bradbury, Cronache marziane, trad. Giorgio Monicelli
- 342. Francis Scott Fitzgerald, Belli e dannati, trad. Fernanda Pivano
- 343. Manes Sperber, Il roveto in cenere, trad. Giuseppe Bianchetti

1955
- 344. Georges Simenon, Pedigree, trad. Giannetto Bongiovanni
- 345. Virginia Woolf, Gli anni, trad. Giulio De Angelis
- 346. Luise Rinser, Nel cuore della vita, trad. Maria Luisa Agosti
- 347. William Faulkner, Requiem per una monaca, trad. Fernanda Pivano
- 348. Willa Cather, Uno dei nostri, trad. A. Ph.
- 349. John P. Marquand, L'impossibile ritorno, trad. Laurana Palombi
- 350. Upton Sinclair, Larga è la porta, trad. Giorgio Cuzzelli
- 351. André Gide, La scuola delle mogli, trad. Libero Bigiaretti
- 352. Richard Wright, Ho bruciato la notte, trad. Cesare Salmaggi
- 353. Franz Kafka, Il castello, trad. Anita Rho, prefazione di Remo Cantoni
- 354. John Steinbeck, Quel giovedì, trad. Giulio De Angelis
- 355. Eric Williams, Il cavallo di legno, trad. Bianca Tedeschi Avancini
- 356. Sergiusz Piasecki, La spia, trad. Sofia Tronzano Usigli
- 357. Sally Salminen, Principe Efflam, trad. Italo Grilli
- 358. Cecil Scott Forester, Il cielo e la foresta, trad. Luciano Mercatali
- 359. Daphne du Maurier, Sua bellezza Mary Anne, trad. Orazio Viani
- 360. Heinrich Böll, E non disse nemmeno una parola, trad. Italo Alighiero Chiusano
- 361. Nikos Kazantzakis, Cristo di nuovo in croce, trad. Mario Vitti

1956
- 362. Davis Grubb, La morte corre sul fiume, trad. Cesare Vivante
- 363. David Garnett, Il ritorno del marinaio preceduto da La signora trasformata in volpe e Un uomo allo zoo, trad. Giusto Vittorini
- 364. William Faulkner, Palme selvagge, trad. Bruno Fonzi
- 365. Richard Wright, Ma nel Settimo Giorno..., trad. Cesare Salmaggi
- 366. Georges Simenon, Il fondo della bottiglia, trad. Bruno Just Lazzari
- 367. Leonhard Frank, Mathilde, trad. Ervino Pocar
- 358. Pearl S. Buck, Cielo cinese, trad. Bruno Oddera
- 369. Thomas Mann, Doctor Faustus. La vita del compositore tedesco Adrian Leverkuhn narrata da un amico, trad. Ervino Pocar
- 370. Aldous Huxley, Il genio e la dea, trad. Glauco Cambon
- 371. François Mauriac, L'agnello, trad Giuseppe Sozzi
- 372. Arnold Zweig, Tregua d'armi, trad. Ervino Pocar
- 373. Sloan Wilson, L'uomo dal vestito grigio, trad. Bruno Oddera
- 374. Graham Greene, Una pistola in vendita: divertimento, trad. Piero Jahier
- 375. Virginia Woolf, Le onde, trad. Giulio De Angelis
- 376. Salvador de Madariaga, Il cuore di giada, trad. Albina Ferretti Calenda
- 377. André Malraux, La speranza, trad. Giuseppe Ravegnani
- 378. James Thomas Farrell, Tutto, ma non un cuore, trad. Giulio De Angelis
- 379. Nelson Algren, Mai venga il mattino!, trad. Luisa Opiperi Linari
- 380. Graham Greene, In tranquillo americano, trad. Piero Jahier

1957
- 381. Julien Green, Moira, trad. Giuseppe Ravegnani
- 382. Upton Sinclair, Agente segreto del presidente, trad. Bruno Oddera
- 383. Luise Rinser, Daniela, trad. Bruno Arzeni
- 384. Erich Maria Remarque, L'ultima scintilla, trad. Ervino Pocar
- 385. Pearl S. Buck. La promessa, trad. Giorgio Monicelli
- 386. John Fante, In tre ad attenderlo, trad. Liliana Bonini
- 387. Berthe Grimault, Il bel pagliaccio, trad. Attilio Borelli
- 388. John Hersey, Un solo sassolino, trad. Cesare Vivante
- 389. Alfred Marnau, Seduzione dell'inferno, trad. Letizia Fuchs Vidotto
- 390. Heinrich Böll, Casa senza custode, trad. Italo Alighiero Chiusano
- 391. Erskine Caldwell, Gretta, trad. Glauco Cambon
- 392. Graham Greene, La fine dell'avventura, trad. Piero Jahier e Maj-Lis Stoneman
- 393. Aage Flak Hansen, Il giornalaio di Vesterbro, trad. Attilio Veraldi
- 394. Lion Feuchtwanger, Ballata spagnola, trad. Lerizia Fuchs Vidotto
- 395. Hermann Kesten, Un figlio della fortuna, trad. Amina Pandolfi
- 396. John O'Hara, La locanda del contadino, trad. Carlo Rossi Fantonetti
- 397. William Faulkner, Mentre morivo, trad. Giulio De Angelis
- 398. Upton Sinclair, La messe del drago, trad. Bruno Oddera
- 399. William Faulkner, Zanzare, trad. Giulio De Angelis

1958
- 400. Pearl S. Buck, La saggezza di Madama Wu, trad. Orazio Viviani
- 401. James T. Farrell, Il volto del tempo, trad. Bruno Oddera
- 402. Halldór Laxness, Salga Valga, trad. Alfhild Motzfeldt
- 403. Thomas Wolfe, Il fiume e il tempo. Storia dell'insaziabile fame dell'uomo nella giovinezza, trad. Cesare Vivante
- 404. Edwin O'Connor, L'ultimo urrà, trad. Ada Prospero
- 405. Rosamond Lehmann, Quando sarà l'ora, trad. Cecilia Bellingardi
- 406. Graham Greene, Al di là del ponte e altri racconti, trad. Piero Jahier e May-Lis Rissler Stoneman
- 407. Daphne du Maurier, Baciami ancora, sconosciuto, trad. Orazio Viani, Laurana Palombi, Maria Gallone e Guido Lopez
- 408. William Somerset Maugham, Questa nostra vita, trad. Beata Della Frattina
- 409. Georges Bernanos, L'impostura, trad. Federico Federici
- 410. Pearl S. Buck. Lettera da Pechino, trad. Bruno Oddera
- 411. William Faulkner, Santuario, trad. Paola Ojetti Zamattio
- 412. John Steinbeck, Il breve regno di Pipino IV, trad. Giulio De Angelis
- 413. Daphne du Maurier, Il capro espiatorio, trad. Bruno Oddera
- 414. Joe David Brown, Cenere sotto il sole, trad. Cesare Vivante
- 415. William Saroyan, Ti voglio bene, mamma!, trad. Magda de Cristofaro
- 416. Sergiusz Piasecki, Peggio che al fronte, trad. Maria Czubeck-Grassi
- 417. Franz Werfel, Un posto in paradiso, trad. Giuseppe Bianchetti

1959
- 418. Francis Scott Fitzgerald, Gli ultimi fuochi, trad. Bruno Odeera, prefazione di Fernanda Pivano
- 419. Alfred Bertram Guthrie, Queste mille colline, trad. Lidia Ballanti
- 420. Jack Kerouac, Sulla strada, trad. Magda de Cristofaro, prefazione di Fernanda Pivano
- 421. François Mauriac, Siepi dorate e Lo scimmiottino, trad. Carlo Castellaneta e Michele Prisco
- 422. Dennis Murphy, Il sergente, trad. Augusta Mattioli
- 423. Michel Butor, La modificazione, trad. Oreste Del Buono
- 424. Vladimir Nabokov, Lolita, trad. Bruno Oddera
- 425. Alfred Andersch, Zanzibar, ovvero L'ultimo perché, trad. Italo Alighiero Chiusano
- 426. Aldous Huxley, Il banchetto di Tillotson e altri racconti, trad. Cesare Vivante
- 427. Jean Genet, Diario del ladro e pagine scelte, trad. Felice Dessì
- 428. Max Frisch, Stiller, trad. Amina Lezuo Pandolfi
- 429. Graham Greene, Il nostro agente all'Avana, trad. Bruno Oddera
- 430. Alfred Bertram Guthrie, Il sentiero del West, trad. Orazio Viani
- 431. James Gould Cozzens, Ossessione amorosa, trad. Adele Cortese Rossi

1960
- 432. Francis Scott Fitzgerald, 28 racconti, trad. Bruno Oddera, premessa di Malcolm Cowley
- 433. Jean Giono, Il mulino di Polonia, trad. Giuseppe Colizzi
- 434. Franz Kafka, Descrizione di una battaglia e altri racconti, trad. Rodolfo Paoli e Ervino Pocar
- 435. Carson McCullers, La ballata del caffè triste e altri racconti, trad. Franca Cancogni
- 436. Michel Butor, L'impiego del tempo, trad. Oreste Del Buono
- 437. Jun'ichirō Tanizaki, Gli insetti preferiscono le ortiche, trad. Maio Teti
- 438. George Orwell, Fiorirà l'aspidistra, trad. Giorgio Monicelli
- 439. Sybille Bedford, Il retaggio dei Felden, trad. Bruno Oddera
- 440. D. H. Lawrence, L'amante di Lady Chatteley, trad. Giulio Monteleone, prefazione di André Malraux
- 441. James Joyce, Ulisse, trad. Guido de Angelis
- 442. Ivo Andrić, Il ponte sulla Drina, trad. Bruno Meriggi

1961
- 443. Wright Morris, Un sonno profondo, trad. Magda de Cristofaro
- 444. Francis Scott Fitzgerald, Di qua dal paradiso, trad. e prefazione di Fernanda Pivano
- 445. Kazimierz Brandys, La difesa della "Grenada" e altri racconti, trad. Franca Wars
- 446. Leonid Mаksimovič Leonov, La foresta russa, trad. Alberto Pescetto
- 447. Georges Bernanos, Un delitto, trad. Enrico Piceni
- 448. Heinrich Böll, Il pane dei verdi anni e altri racconti, trad. Italo Alighiero Chiusano
- 449. Jean Giono, L'ussaro sul tetto, trad. Liliana Magrini
- 450. Jack Kerouac, I vagabondi del Dharma, trad. Magda de Cristofaro
- 451. Alfred Andersch, La rossa, trad. Ervino Pocar
- 452. Paul Nizan, La cospirazione, trad. Daria Menicanti
- 453. Činghiz Ajtmatov, Giamilja e altri racconti, trad. Alberto Pescetto e Andrea Zanzotto
- 454. William Faulkner, La città, trad. Giorgio Monicelli e Bruno Tasso
- 455. Nelson Algren, Passeggiata selvaggia, trad. Giorgio Monicelli
- 456. John Updike, Corri, coniglio, trad. Bruno Oddera
- 457. John Updike, Festa all'ospizio e altri racconti, trad. Bruno Oddera
- 458. Rudolf Hagelstange, Trastullo degli dèi, trad. Ervino Pocar
- 459. Vladimir Nabokov, Invito a una decapitazione, trad. Bruno Oddera
- 460. Graham Greene, Un caso bruciato, trad. Bruno Oddera

1962
- 461. John Steinbeck, L'inverno del nostro scontento, trad. Luciano Bianciardi
- 462. Heinrich Böll, Biliardo alle nove e mezzo, trad. Marianello Marianelli
- 463. Gregor von Rezzori, Un ermellino a Cernopol, trad. Gilberto Forti
- 464. Carson McCullers, Orologio senza lancette, trad. Franca Cancogni
- 465. Theodore Francis Powys, Gli dèi del signor Tasker, trad. Alessandro Gallone
- 466. Graham Greene, Il treno d'Istanbul: divertimento, trad. Bruno Oddera
- 467. Ivo Andrić, La signorina, trad. Bruno Meriggi
- 468. Ciro Alegría, I peruviani, trad. GIuseppe Cintioli
- 469. Viktor Platonovič Nekrasov, La seconda notte, trad. Olga Pelà
- 470. Thomas Wolfe, Non puoi tornare a casa, trad. Ettore Capriolo, 2 volumi
- 471. David Arthur Nicholas Jones, Parata a coppie, trad. Vincenzo Mantovani
- 472. Juan Rulfo, La morte al Messico, trad. Giuseppe Cintioli
- 473. Alain Prévost, I disarmati, trad. Gilberto Rossa

1963
- 474. Luise Rinser, Avventure della virtù, trad. Amina Lezuo Pandolfi
- 475. Aldous Huxley, L'isola, trad. Bruno Oddera
- 476. Muriel Spark, Memento mori, trad. Augusta Mattioli
- 477. Thomas Mann, Confessioni del Cavaliere d'industria Felix Krull, trad. Lavinia Mazzucchetti
- 478. William Faulkner, I saccheggiatori, trad. Giorgio Monicelli
- 479. Reinhard Baumgart, Il giardino dei leoni, trad. Bianca Marinoni

1964
- 480. Gregor von Rezzori, Edipo vince a Stalingrado, trad. Lia Secci
- 481. Anne Philipe, Breve come un sospiro, trad. Giancarlo Buzzi
- 482. Thornton Wilder, Il ponte di San Luis Rey, trad. Lauro De Bosis
- 483. Daphne du Maurier, Il calice di Vandea, trad. Luigi Margoli
- 484. Ernest Hemingway, Festa mobile, trad. Vincenzo Mantovani
- 485. Erich Maria Remarque, Il cielo non ha preferenze, trad. Ervino Pocar
- 486. Shmuel Yosef Agnon, Racconti di Gerusalemme, trad. Elena Monselise Ottolenghi
- 487. Muriel Spark, Gli anni in fiore della signorina Brodie, trad. Ida Omboni
- 488. Viktor Platonovič Nekrasov, Nelle tincee di Stalingrado, trad. Vittorio Nadai
- 489. Georges Simenon, Bergelon, trad. Elena Cantini
- 490. Georges Simenon, I conti sbagliati di Malétras, trad. Elena Cantini
- 491. Georges Simenon, Ai tempi di Anaïs, trad. Carlo della Grivola

1965
- 492. Ernest Hemingway, Di là dal fiume e tra gli alberi, trad. Fernanda Pivano
- 493. Erich Maria Remarque, La notte di Lisbona, trad. Ervino Pocar
- 494. Heinrich Böll, Opinioni di un clown, trad. Amina Pandolfi
- 495. Betty Smith, Al mattino viene la gioia, trad. Daria Menicanti
- 496. James Jones, La sottile linea rossa, trad. Vincenzo Mantovani
- 497. Stratis Myrivilis, Quaderni di guerra del sergente Costula, trad. Alessandro Manganaro
- 498. Georges Simenon, Piano inclinato, trad. Riccardo Mainardi
- 499. Georges Simenon, Casa Krull, trad. Grazia Bonomini Magrini

1966
- 500. Jack Kerouac, Big Sur, trad. Bruno Oddera
- 501. Graham Greene, Una sensazione di realtà, trad. Bruno Oddera
- 502. Miodrag Bulatović, Arrivano i demoni, trad. Bruno Meriggi e Anton Maria Raffo
- 503. Erskine Caldwell, Giorni sulla costa del golfo, trad. Carlo Ardini
- 504. Georges Simenon, L'ottavo giorno, trad. Elena Cantini
- 505. Albertine Sarrazin, L'astragalo, trad. Marina Valente
- 506. George Orwell, Una boccata d'aria, trad. Bruno Maffi
- 507. Jun'ichirō Tanizaki, La madre del generale Shigemoto, trad. Guglielmo Scalise
- 508. V. S. Naipaul, Il massaggio mistico, trad. Giorgio Monicelli
- 509. Langston Hughes, Due negri al bar. Cronache di Harlem, trad. Augusta Mattioli
- 510. Cecil Scott Forester, Il capitano del Connecticut, trad. Rodolfo del Minio
- 511. Georges Simenon, Piccolo santo, trad. Riccardo Mainardi
- 512. William Saroyan, Uomini e donne insieme, trad. Paola Forti
- 513. Vladimir Nabokov, Il dono, trad. Bruno Oddera
- 514. Graham Greene, I commedianti, trad. Bruno Oddera

1967
- 515. Alfred Andersch, Un amante della penombra, trad. Italo Alighiero Chiusano
- 516. Georges Simenon, Il bianco con gli occhiali, trad. Giancarlo Buzzi
- 517. Donald Windham, Due vite, trad. Marina Valente
- 518. Jacques Borel, L'adorazione, trad. Laura Lovisetti Fua
- 519. Georges Simenon, L'orsacchiotto, trad. Luisa Scandolo
- 520. Yukio Mishima, Il sapore della gloria, trad. Mario Teti
- 521. Vladimir Nabokov, L'occhio, trad. Bruno Oddera
- 522. Georges Simenon, I testimoni, trad. Maria Luisa Bonfanti
- 523. Miguel Ángel Asturias, Mulatta senza nome, trad. Cesco Vian

1968
- 524. Francis Scott Fitzgerald, Racconti dell'età del jazz, trad. Giorgio Monicelli e Bruno Oddera
- 525. Jack Kerouac, Il dottor Sax, trad. Magda de Cristofaro
- 526. Graham Greene, Ci presti tuo marito? e altre storie di vita sessuale, trad. Gianna Ottolenghi Galluccio
- 527. Carlos Baker, La terra di Rumbelow, trad. Hilia Brinis
- 528. William Faulkner, Il dottor Martino e altri racconti, trad. Giorgio Monicelli e Attilio Landi
- 529. Charles Webb, Il laureato, trad. Vincenzo Mantovani
- 530. Georges Simenon, Il trasloco, trad. Laura Guarino

1969
- 531. Alfred Andersch, Efraim, trad. Italo Alighiero Chiusano
- 532. Charles Portis, Un vero uomo per Mattie Ross, trad. Paola Forti
- 533. Pearl S. Buck, Sole di mezzogiorno, trad. Maria Galeazzi Gazzola

1970
- 534. Eric Ambler, Riscatto internazionale, trad. Maria Luisa Bocchino

1971
- 535. Loren Singer, Programmazione omicidi, trad. Lucia Ponzini

### Quaderni della Medusa  - (1934-1967)
- 1. Jakob Wassermann, Bula Matari: la vita di Stanley, trad. Luigi Emery (1934)
- 2. Aldous Huxley, Tutto il mondo è paese, trad. Lorenzo Montano (1934)
- 3. Stefan Zweig, Erasmo da Rotterdam, trad. Lavinia Mazzucchetti (1935)
- 4. Scrittori sovietici. Raccolta antologica di prose e poesie, a cura di George Reavey (1935)
- 5. Hans Carossa, Guide e compagni (1935)
- 6. André Maurois, Tre ritratti: Voltaire, Dickens, Turghenief, trad. Enrico Piceni (1936)
- 7. Dimitri Merejkowski, Tre santi: Paolo, Agostino, Francesco d'Assisi (1936)
- 8. François Mauriac, Vita di Gesù, trad. Angiolo Silvio Novaro (1937)
- 9. Louis Madelin, Napoleone, trad. Cesare Giardini (1937)
- 10. André Maurois, Storia d'Inghilterra, trad. Enrico Piceni (1938)
- 11. D. H. Lawrence, Pagine di viaggio, trad. Elio Vittorini (1938)
- 12. Katherine Mansfield, Lettere, trad. Milli Dandolo (1941)
- 13. Reinhold Schneider, Las Casas, l'apostolo degli Indios. Scene dei tempi dei Conquistadores, trad. Lavinia Mazzucchetti (1942)
- 14. Lev Tolstoj, Racconti e ricordi raccolti e illustrati dalla figlia Tatiana, trad. Corrado Alvaro (1942)
- 15. Hans Carossa, L'annata dei cari inganni, trad. Anita Rho (1944)
- 16. Thomas Mann, Saggi (1946)
- 17. Aldous Huxley, L'eminenza grigia, trad. Edoardo Bizzarri (1946)
- 18. Stefan Zweig, Il mondo di ieri. Ricordi di un europeo, trad. Lavinia Mazzucchetti (1946)
- 19. Stefan Zweig, Amerigo, trad. Luisa Paparella (1946)
- 20. André Maurois, Chateaubriand, trad. Enrico Piceni (1946)
- 21. Vita Sackville-West, L'aquila e la colomba: Santa Teresa di Avila, Santa Teresa di Lisieux, trad. Maria Gallone (1946)
- 22. Jean-Paul Sartre, La sgualdrina timorata (1947)
- 23. Clive Staples Lewis, Le lettere di Berlicche, trad. Alberto Castelli (1947)
- 24. Jean Giono, La menzogna di Ulisse (1947)
- 25. André Gide, I nutrimenti terrestri e I nuovi nutrimenti, trad. Renato Arienta (1948)
- 26. Henry Miller, Il colosso di Maroussi (1948)
- 27. Lin Yutang, Tra lacrime e riso, trad. Giulio Gnoli (1949)
- 28. Jean-Paul Sartre, Morti senza tomba e Le mani sporche (1949)
- 29. Bernard Berenson, Echi e riflessioni: diario 1941-44, trad. Guglielmo Alberti (1950)
- 30. Stefan Zweig, Incontri e amicizie, trad. Anita Limentani, introduzione di Lavinia Mazzucchetti (1950)
- 31. Erskine Caldwell, Mosca sotto il fuoco (1950)
- 32. André Gide, Teatro, trad. Corrado Pavolini (1950)
- 33. Stefan Zweig, Balzac: il romanzo della sua vita, trad. Lavinia Mazzucchetti (1950)
- 34. John Dos Passos, Servizio speciale, trad. Glauco Cambon (1950)
- 35. John Steinbeck, Diario russo, con 25 foto di Robert Capa, trad. Giorgio Monicelli (1950)
- 36. Jim Corbett, Il leopardo che mangiava uomini, trad. Pietro Leoni (1951)
- 37. Richard Aldington, Il duca di Wellington, trad. Charis de Bosis (1952)
- 38. Thomas Mann, Romanzo d'un romanzo: la genesi del "Doctor Faustus" e altre pagine autobiografiche, trad. Ervino Pocar (1952)
- 39. André Maurois, Storia della Francia, trad. Tom Antongini (1952)
- 40. André Maurois, Storia degli Stati Uniti, 1492-1946, trad. Giorgio Monicelli (1953)
- 41. Charles Morgan, Riflessioni allo specchio, trad. di Giorgio Monicelli (1954)
- 42. André Maurois, Lelia. La vita di George Sand, trad. Tom Antongini (1954)
- 43. André Malraux, Tentazione dell'Occidente, trad. di Indro Montanelli (1955)
- 44. Virginia Woolf, Diario di una scrittrice, prefazione di Leonard Woolf, trad. Giuliana De Carlo Baracco e Cristina Campo (1959)
- 45. George Orwell, La strada di Wigan Pier, trad. Giorgio Monicelli (1960)
- 46. Aldous Huxley, I diavoli di Loudun, trad. Lidia Sautto (1960)
- 47. Franz Kafka, Confessioni e immagini, prefazione di Elémire Zolla, trad. Italo Alighiero Chiusano e altri (1960)
- 48. Avner, Memorie di un terrorista, trad. Liliana Magrini (1960)
- 49. Paul Nizan, Aden Arabia, trad. Daria Menicanti, prefazione di Jean-Paul Sartre (1961)
- 50. Heinrich Böll, Diario d'Irlanda, trad. Marianello Marianelli (1961)
- 51. Jean-Paul Sartre, I sequestrati di Altona, trad. Giorgio Monicelli (1961)
- 52. Aldous Huxley, Ritorno al mondo nuovo, trad. Luciano Bianciardi (1961)
- 53. Richard Wright, Spagna pagana, trad. Giuliana De Carlo (1962)
- 54. Max Aub, Jusep Torres Campalans, trad. Giuseppe Cintioli (1962)
- 55. Vladimir Nabokov, Parla, ricordo, trad. Bruno Oddera (1962)
- 56. Robert Aron, Gli anni oscuri di Gesù, trad. Sergio Miniussi (1963)
- 57. John Dos Passos, Thomas Jefferson, trad. Rodolfo del Minio (1963)
- 58. Mary McCarthy, Ricordi di un'educazione cattolica e altri scritti (1963)
- 59. François Mauriac, Diario e Dio e mammona, trad. Marise Ferro, prefazione di Carlo Bo (1963)
- 60. Elia Kazan, America America, trad. Vincenzo Mantovani (1963)
- 61. Kazimierz Brandys, Lettere alla signora Z. e altri scritti (1964)
- 62. Thornton Wilder, Tre commedie, introduzione di Péter Szondi, trad. Carlo Fruttero e Franco Lucentini (1964)
- 63. Norman Mailer, Rapporti al presidente, trad. Vincenzo Mantovani (1964)
- 64. Vladimir Nabokov, Fuoco pallido, trad. Bruno Oddera (1964)
- 65. Thornton Wilder, Commedie in un atto e drammi in tre minuti, trad. Carlo Fruttero e Franco Lucentini (1965)
- 66. Viktor Platonovič Nekrasov, Di qua e di là dall'oceano, trad. Vittorio Nadai (1965)
- 67. Graham Greene, Due diari africani, trad. Andrea D'Anna (1966)
- 68. Oscar Lewis, I figli di Sanchez, trad. Laura Lovisetti Fua (1966)
- 69. Michel Leiris, Eta d'uomo e Notti senza notte e alcuni giorni senza giorno, trad. Andrea Zanzotto (1966)
- 70. Francis Scott Fitzgerald, Crepuscolo di uno scrittore, introduzione di Arthur Mizener, trad. Giorgio Monicelli (1966)
- 71. George Orwell, Senza un soldo a Parigi e a Londra, trad. Isabella Leonetti (1966)
- 72. Nelson Algren, Chi ha perduto un americano? Guida ai luoghi meno accessibili di New York, Londra, Parigi, Dublino, Barcellona, Almeria, Siviglia, Istanbul, Creta e Chicago, trad. Marina Valente (1966)
- 73. Dominique Fernandez, Madre mediterranea, trad. Paolo Caruso (1967)
- 74. Morley Callaghan, Quell'estate a Parigi, trad. Renzo Federici (1967)
- 75. Susan Sontag, Contro l'interpretazione, trad. Ettore Capriolo (1967)

### La Medusa degli italiani - (1947-1961)
1947
- 1. Raul Radice, Un matrimonio mancato
- 2. Giovanni Comisso, Capriccio e illusione
- 3. Marino Moretti, Il sole del sabato
- 4. Carlo Bernari, Prologo alle tenebre
- 5. Alberto Vigevani, La fidanzata
- 6. Carlo Alianello, Il mago deluso
- 7. Luigi Santucci, In Australia con mio nonno
- 8. Oreste Del Buono, La parte difficile
- 9. Milena Milani, Storia di Anna Drei
- 10. Vasco Pratolini, Mestiere da vagabondo
- 11. Domenico Rea, Spaccanapoli

1948
- 12. Guido Seborga, L'uomo di Camporosso
- 13. Marino Moretti, Il fiocco verde
- 14. Elio Vittorini, Il garofano rosso
- 15. Domenico Rea, Le formicole rosse
- 16. Guido Lopez, Il campo

1949
- 17. Alberto Moravia, Le ambizioni sbagliate
- 18. Dino Buzzati, Paura alla scala
- 19. Leonardo Sinisgalli, Belliboschi
- 20. Ignazio Silone, Fontamara
- 21. Michele Prisco, La provincia addormentata
- 22. Alfredo Panzini, Il padrone sono me!
- 23. Alba de Céspedes, Fuga
- 24. Enrico Emanuelli, La congiura del sentimenti
- 25. Massimo Bontempelli, Giro del sole. Viaggio d'Europa, La via di Colombo e Le ali dell'ippogrifo
- 26. Antonio Baldini, Beato fra le donne
- 27. Carlo Bernari, Tre casi sospetti
- 28. Dino Buzzati, Il deserto dei tartari
- 29. Guglielmo Petroni, Il mondo è una prigione
- 30. Massimo Bontempelli, Gente nel tempo
- 31. Attilio Dabini, Una certa distanza
- 32. Guido Seborga, Il figlio di Caino
- 33. Giuseppe Antonio Borgese, Rubè
- 34. Raoul Maria De Angelis, La peste a Urana
- 35. Laudomia Bonanni, Il fosso
- 36. Alba De Céspedes, Dalla parte di lei
- 37. Carlo Bernari, Speranzella
- 38. Giovanni Battista Angioletti, Narciso, racconti scelti da Gianfranco Contini
- 39. Giuseppe Dessì, Storia del principe Lui
- 40. Italo Svevo, Corto viaggio sentimentale e altri racconti inediti, a cura di Umbro Apollonio
- 41. Marino Moretti, I coniugi Allori

1950
- 42. Romualdo Romano, Scirocco
- 43. Luigi Incoronato, Scala a San Potito
- 44. Antonio Beltramelli, Anna Perenna
- 45. Giuseppe Antonio Borgese, La siracusana (Novelle, I)
- 46. Angela Padellaro, Non mangiarti il cuore
- 47. Elio Bartolini, Icaro e Petronio
- 48. Giuseppe Antonio Borgese, Tempesta nel nulla (Novelle, II)
- 49. Ignazio Silone, Il seme sotto la neve
- 50. Grazia Deledda, Canne al vento
- 51. Agostino Degli Espinosa, Ognuno con la sua miseria
- 52. Guglielmo Petroni, La casa si muove
- 53. Marino Moretti, Il pudore
- 54. Domenico Rea, Gesù, fate luce
- 55. Lia Castelfranco, Acqua grigia
- 56. Raoul Maria De Angelis, Panche gialle, sangue negro
- 57. Felice Filippini, Ragno di sera

1951
- 58. Pier Antonio Quarantotti Gambini, Primavera a Trieste. Ricordi del '45
- 59. Carlo Bernari, Tre operai, prefazione di Remo Cantoni
- 60. Luigi Santucci, Lo zio prete. 10 racconti
- 61. Marino Moretti, I grilli di Pazzo Pazzi
- 62. Enrico Pea, Solaio
- 63. Anna Banti, Le donne muoiono
- 64. Giuseppe Antonio Borgese, I vivi e i morti

1952
- 65. Giovanni Comisso, Giorni di guerra
- 66. Raoul Maria De Angelis, La brutta bestia
- 67. Carlo Alianello, Soldati del re
- 68. Paolo Monelli, Morte del diplomatico
- 69. Ignazio Silone, Una manciata di more
- 70. Luigi Incoronato, Morunni
- 71. Raul Radice, Vita comica di Corinna
- 72. Antonio Meluschi, Adamo Secondo
- 73. Elio Vittorini, Sardegna come un'infanzia
- 74. Marino Moretti, La vedova Fioravanti
- 75. Paolo Marletta, Pianto d'Eva
- 76. Ugo Zatterin, Rivolta a Sciangai
- 77. Alba De Céspedes, Nessuno torna indietro

1953
- 78. Paride Rombi, Perdu
- 79. Mario Gromo, Quattro stagioni
- 80. Elio Bartolini, Due ponti a Caracas
- 81. Giose Rimanelli, Tiro al piccione
- 82. Sergio Maldini, I sognatori
- 83. Livia De Stefani, La vigna di uve nere
- 84. Mario Schettini, Il paese dei bastardi
- 85. Dino Buzzati, Un caso clinico
- 86. Oreste Del Buono, Acqua alla gola
- 87. Sirio Giannini, Prati di fieno
- 88. Guido Lopez, La prova del nove
- 89. Angela Padellaro, Un sobborgo del paradiso

1954
- 90. Milena Milani, Emilia sulla diga
- 91. Laura Di Falco, Paura del giorno
- 92. Diana Fiori, Una signora sensibile
- 93. Romualdo Romano, Campane a quattro
- 94. Giose Rimanelli, Peccato originale
- 95. Giovanna Zangrandi, I Brusaz

1955
- 96. Giorgio Soavi, Un banco di nebbia
- 97. Carla Porta Musa, Virginia 1880
- 98. Livia De Stefani, Gli affatturati
- 99. Ida Sangiorgi, La Palmina
- 100. Antonio Meluschi, La fabbrica dei bambini
- 101. Elio Bartolini, La bellezza d'Ippolita

1956
- 102. Brunello Vandano, Il quando e il come
- 103. Mario Schettini, I ragazzi di Milano
- 104. Oddone Beltrami, Il quarto Michele
- 105. Saverio Strati, La marchesina
- 106. Enrico La Stella, L'amore giovane
- 107. Roberto Bosi, Veronica

1957
- 108. Nino Palumbo, Impiegato d'imposte
- 109. Remo Lugli, Il piano di sopra
- 110. Giovanna Zangrandi, Orsola nelle stagioni
- 111. Angelo Petyx, La miniera occupata
- 112. Saverio Strati, La Teda
- 113. Giorgio Soavi, Gli amici malati di nervi
- 114. Oliviero Honore Bianchi, Notte del diavolo, prefazione di Guido Piovene

1958
- 115. Nino Palumbo, Il giornale
- 116. Sirio Giannini, La valle bianca
- 117. Giuseppe Colizzi, La notte ha un'altra voce
- 118. Nino Betta, Balbina va in America
- 119. Anna Pacchioni, L'ultimo cavallo
- 120. Lucia Tumiati Barbieri, Terra d'oggi

1959
- 121. Nelio Ferrando, Un giornale per Luca
- 122. Roberto Roversi, Caccia all'uomo
- 123. Roberto Carità, Quattro stracci
- 124. Aldo De Jaco, Una settimana eccezionale e altri racconti

1960
- 125. Luigi Incoronato, Il governatore
- 126. Giuliano Palladino, Pace a El Alamein
- 127. Fulvio Tomizza, Materada

1961
- 128. Mario Cartasegna, Un fiume per confine

### I capolavori della Medusa - prima serie (1970-71)
Collana di 52 ristampe scelte dalla serie principale; edizione cartonata ricoperta in simil-marocchino verde oliva con caratteri e decorazioni oro.

### I capolavori della Medusa - seconda serie (1974)
Collana di 48 (?) ristampe scelte dalla serie principale; edizione cartonata ricoperta in simil-marocchino rosso mattone con caratteri e decorazioni oro.

### I capolavori della Medusa - terza serie (1980)
Ulteriore scelta di ristampe dalla serie principale; edizione cartonata ricoperta in simil-marocchino blu con caratteri e decorazioni oro.

### I libri della Medusa - serie '80 (1979-1986)
Serie mista con ristampe e nuovi titoli, corredati da nuovi apparati.
1979
- 1. André Gide, I sotterranei del Vaticano, trad. Cesare Giardini, postfazione di Carlo Bo
- 2. Willa Cather, La morte viene per l'Arcivescovo, trad. Alessandra Scalero, postfazione di Giovanni Mariotti
- 3. Charles Morgan, Ritratto in uno specchio, trad. Alessandra Scalero, postfazione di Giovanni Raboni
- 4. Knut Hamsun, Vagabondi, trad. Ervino Pocar, postfazione di Claudio Magris
- 5. Henry Miller, Max e i fagociti bianchi, trad. Salvatore Rosati, postfazione di Fernanda Pivano

1980
- 6. Virginia Woolf, La camera di Jacob, trad. e postfazione di Anna Banti
- 7. Max Frisch, Stiller, trad. Amina Pandolfi, postfazione di Italo Alighiero Chiusano
- 8. Rosamond Lehmann, Tempo d'amore, trad. Enrico Piceni, postfazione di Lalla Romano
- 9. Heinrich Böll, Biliardo alle nove e mezzo, trad. Marianello Marianelli, postfazione di Piergiorgio Bellocchio
- 10. Michel Leiris, Età d'uomo e Notti senza notte e alcuni giorni senza giorno, trad. e postfazione di Andrea Zanzotto
- 11. Jerzy Kosinski, Presenze, trad. Vincenzo Mantovani, postfazione di Beniamino Placido
- 12. William Faulkner, L'urlo e il furore, trad. Vincenzo Mantovani, postfazione di Attilio Bertolucci
- 13. Georges Bernanos, I grandi cimiteri sotto la luna, trad. Giacinto Spagnoletti, postfazione di Ferruccio Parazzoli
- 14. James Joyce, Le gesta di Stephen, trad. Carlo Linati, Giorgio Melchiori, Giorgio Monicelli, postfazione di Giorgio Melchiori
- 15. Hermann Hesse, Gertrud, trad. Maria Teresa Mandalari, postfazione di Roberto Fertonani

1981
- 16. Arthur Schnitzler, Verso la libertà, trad. Marina Bistolfi, postfazione di Giorgio Zampa
- 17. Katherine Mansfield, Lettere e diari. Pagine scelte, a cura di C. K. Stead, trad. Paola Forti, postfazione di Francesca Sanvitale
- 18. Franz Werfel, I quaranta giorni del Mussa Dagh, 2 volumi, trad. Cristina Baseggio, postfazione di Franco Cordelli
- 19. Franz Kafka, Il castello, trad. di Anita Rho, postfazione di Roberto Fertonani
- 20. Marcel Proust, Un amore di Swann, trad. e postfazione di Giovanni Raboni
- 21. Yasunari Kawabata, La	 casa delle belle addormentate, trad. Mario Teti, prefazione di Yukio Mishima, postfazione di Goffredo Parise
- 22. Franz Kafka, America, trad. Alberto Spaini, postfazione di Carlo Sgorlon
- 23. Ernest Hemingway, Di là dal fiume e tra gli alberi, trad. e postfazione di Fernanda Pivano
- 24. D. H. Lawrence, Libri di viaggio, trad. Giuliana De Carlo e Elio Vittorini, postfazione di Enzo Siciliano
- 25. Francis Scott Fitzgerald, Il prezzo era alto, 2 volumi, trad. Bruno Oddera, introduzione di Matthew J. Bruccoli, postfazione di Fernanda Pivano

1982
- 26. Virginia Woolf, Orlando, trad. Alessandra Scalero, postfazione di Grazia Livi
- 27. John Fowles, Daniel Martin, trad. Ettore Capriolo, postfazione di Masolino d'Amico
- 28. Hermann Hesse, Racconti, trad. Marina Bistolfi, postfazione di Ferruccio Masini
- 29. Goffredo Parise, Sillabario n. 2, postfazione di Natalia Ginzburg
- 30. Goffredo Parise, Sillabario n. 1, postfazione di Natalia Ginzburg
- 31. Jerzy Kosinski, L'albero del diavolo, trad. Bruno Oddera, postfazione di Giovanni Raboni
- 32. Mary McCarthy, Cannibali e missionari, trad. Bruno Oddera, postfazione di Furio Colombo (1982)

1983
- 34. Yukio Mishima, Il sapore della gloria, trad. Mario Teti, postfazione di Maurizio Cucchi
- 37. Ivan Bunin, L'amore di Mitia e altre prose, trad. Rinaldo Küfferle
- Giorgio Bassani, Il giardino dei Finzi-Contini, prefazione di Enzo Siciliano
- Alain-Fournier, Il grande amico, trad. e prefazione di Anna Banti
- Marina Ivanovna Cvetaeva, Le notti fiorentine e Lettera all'amazzone, a cura di Serena Vitale
- Goffredo Parise, Il prete bello, postfazione di Giovanni Raboni
- Goffredo Parise, Il ragazzo morto e le comete, postfazione di Giovanni Raboni

1984
- Umberto Saba, La spada d'amore. Lettere scelte 1902-1957, a cura di Aldo Marcovecchio, presentazione di Giovanni Giudici
- Jun'ichirō Tanizaki, Gli insetti preferiscono le ortiche, trad. Mario Teti, prefazione di Natalia Ginzburg
- Ernest Hemingway, Lettere 1917-61, a cura di Carlos Baker, trad. Francesco Franconeri
- Mark Ageev, Romanzo con cocaina, trad. prefazione di Serena Vitale
- Vladimir Vladimirovič Majakovskij e Lilja Brik, L'amore è il cuore di tutte le cose. Lettere 1915-1930, a cura di Bengt Jangfeldt, trad. Serena Prina

1985
- Vasco Pratolini, Il mannello di Natascia e altre cronache in versi e prosa 1930-1980

1986
- Ernest Hemingway, Un'estate pericolosa, trad. Vincenzo Mantovani, introduzione di James A. Michener